# Роберт Хадфилд
Сер Роберт Абот Хадфилд, 1. баронет, FRS (енгл. Sir Robert Abbott Hadfield, 1st Baronet; Шефилд, 28. новембар 1858 — Сари, 30. септембар 1940) био је британски металург, познат по открићу манганског челика 1882. — једне од првих челичних легура. Такође је измислио силицијумски челик, првобитно за механичка својства (патенти 1886) којима је легура постала погодан избор за опруге и неке фине оштрице, с тим да је такође постао важан и у електричним апликацијама захваљујући свом магнетичном понашању.